# Campionato Italiano Rally 2024
Il Campionato Italiano Rally 2024 (chiamato ufficialmente Campionato Italiano Assoluto Rally Sparco 2024) si snoda su 7 prove, distribuite su tutto il territorio nazionale.
Dopo un anno, ritorna un campionato con sole prove su asfalto.

## Calendario
| Tappa | Data            | Rally                                   | Sede Rally                | Validità | Coeff. | Fondo   | Vincitore          |
| ----- | --------------- | --------------------------------------- | ------------------------- | -------- | ------ | ------- | ------------------ |
| 1     | 15-16 marzo     | 47° Rally Il Ciocco e Valle del Serchio | Castelnuovo di Garfagnana | CIAR     | 1      | Asfalto | Andrea Crugnola    |
| 2     | 12-13 aprile    | 18° #RA Rally Regione Piemonte          | Alba                      | CIAR     | 1      | Asfalto | Giandomenico Basso |
| 3     | 10-11 maggio    | 108° Targa Florio                       | Palermo, Termini Imerese  | CIAR     | 1,5    | Asfalto | Andrea Crugnola    |
| 4     | 28-29 giugno    | 42° Rally Due Valli                     | Verona                    | CIAR     | 1      | Asfalto | Andrea Crugnola    |
| 5     | 26-28 luglio    | 12° Rally di Roma Capitale              | Fiuggi                    | CIAR     | 1,5    | Asfalto | Andrea Crugnola    |
| 6     | 13-14 settembre | 47° Rally 1000 Miglia                   | Brescia                   | CIAR     | 1      | Asfalto | Andrea Crugnola    |
| 7     | 18-19 ottobre   | 71° Rallye Sanremo                      | Sanremo                   | CIAR     | 1,5    | Asfalto | Giandomenico Basso |

## Classifiche

### Classifica campionato piloti assoluta
Classifica aggiornata al 21 ottobre 2024
| Pos | Pilota             | CIO  | PIE  | TFL   | RDV  | RCT  | MMM  | SRE   | Punti  |
| --- | ------------------ | ---- | ---- | ----- | ---- | ---- | ---- | ----- | ------ |
| 1   | Andrea Crugnola    | 17   | 2    | 24,50 | 17   | 24   | 17   | 20    | 121,50 |
| 2   | Giandomenico Basso | 12   | 15   | 18    | Rit. | 12   | 8    | 22,50 | 87,50  |
| 3   | Simone Campedelli  | 11   | 12   | 15    | 12   | 18   | 12   | 16    | 86     |
| 4   | Marco Signor       | 6    | 11   | 9     | 10   | 6    | NP   | 9     | 51     |
| 5   | Boštjan Avbelj     | 1,50 | Rit. | 9     | 8    | 16   | 4    | 9     | 47,50  |
| 6   | Andrea Mabellini   | 1    | NP   | 4,50  | 6,50 | 9    | 7,50 | 6     | 34,50  |
| 7   | Giacomo Scattolon  | 3    | 8    | 13    | Rit. | 4,50 | 2    | NP    | 30,50  |
| 8   | Roberto Daprà      | 0    | Rit. | NP    | NP   | 7,50 | 5    | 12    | 24,50  |
| 9   | Andrea Nucita      | 8    | 1,50 | 3     | 7    | NP   | 3    | NP    | 22,50  |
| 10  | Alessandro Re      | 0    | 5    | 6     | NP   | Rit. | 2    | Rit.  | 13     |
| 11  | Paolo Andreucci    | 4    | 6    | 1,50  | ES   | Rit. | NP   | Rit.  | 11,50  |
| 11  | Nicola Sartor      | 0    | 0    | NP    | 4    | 3    | 0    | 4,5   | 11,50  |
| 13  | Francesco Aragno   | Rit. | 4    | NP    | 1    | 2    | NP   | Rit.  | 7      |
| 14  | Antonio Rusce      | Rit. | 2    | 0     | 3    | 1,50 | NP   | NP    | 6,50   |
| 15  | Luca Bottarelli    | 5    | Rit. | NP    | NP   | NP   | NP   | NP    | 5      |
| 16  | Ivan Ferrarotti    | Rit. | 3    | 0     | NP   | 0    | 0    | Rit.  | 3      |
| 17  | Damiano De Tommaso | 2    | NP   | NP    | NP   | NP   | NP   | NP    | 2      |
| 18  | Fabrizio Guerra    | 0    | 1    | NP    | Rit. | 0    | NP   | NP    | 1      |
| Pos | Pilota             | CIO  | PIE  | TFL   | RDV  | RCT  | MMM  | SRE   | Punti  |

| Colore  | Risultato                |
| ------- | ------------------------ |
| Oro     | Vincitore                |
| Argento | 2º posto                 |
| Bronzo  | 3º posto                 |
| Verde   | Finito a punti           |
| Blu     | Finito senza punti       |
| Blu     | Non classificato (NC)    |
| Viola   | Ritirato (Rit)           |
| Nero    | Squalificato (SQ)        |
| Nero    | Escluso (ES)             |
| Bianco  | Non ha gareggiato        |
| Bianco  | Iscrizione ritirata (WD) |
| Bianco  | Non partito (NP)         |
| Bianco  | Gara cancellata (C)      |

### Classifica campionato Costruttori assoluta
Classifica aggiornata al 21 ottobre 2024.
| Pos | Costruttore | CIO | PIE | TFL   | RDV | RCT   | MMM | SRE   | Punti |
| --- | ----------- | --- | --- | ----- | --- | ----- | --- | ----- | ----- |
| 1   | Škoda       | 16  | 18  | 24    | 22  | 33    | 22  | 27    | 162   |
| 2   | Citroën     | 19  | 18  | 34,50 | 15  | 22,50 | 16  | 18    | 143   |
| 3   | Toyota      | 12  | 15  | 18    | 0   | 4,50  | 8   | 31,50 | 89    |
| 4   | Hyundai     | 8   | 0   | 3     | 6   | 7,50  | 3   | 0     | 27,50 |
| 5   | Volkswagen  | 0   | 3   | 6     | 0   | 0     | 2   | 0     | 11    |
| Pos | Costruttore | CIO | PIE | TFL   | RDV | RCT   | MMM | SRE   | Punti |